# Schreiner Airways
Schreiner Airways was een Nederlandse luchtvaartmaatschappij met als thuishaven Nederland. Het bedrijf voerde oorspronkelijk charters uit met passagiers en vracht.
Schreiner Luchtvaart Groep, de holding bestaande uit diverse dochtermaatschappijen waaronder Schreiner Airways. Schreiner leverde diverse zeer gespecialiseerde diensten met haar vliegtuigen én helikopters, aan luchtvaartmaatschappijen en oliemaatschappijen, in binnen- en buitenland.

## Geschiedenis
Het bedrijf werd in 1945 onder de naam Schreiner & Co. opgericht door de Nederlandse luchtvaartpionier Bob Schreiner (1915-1994).

## Luchtvloot
De luchtvloot van Schreiner Airways bestond uit (januari 2005):
- Eén Bombardier Dash 8 Q100
- Twee Bombardier Dash 8 Q300's
- Vier de Havilland Canada DHC-6 Twin Otter Series 300's

In 2003 heeft Schreiner Airways drie Airbus A300B4's verkocht.